# 切斯特菲爾德鎮區 (密蘇里州聖路易斯縣)
切斯特菲爾德鎮區（英語：Chesterfield Township）是位於美國密蘇里州聖路易斯縣的一個行政鎮區。

## 地方資料
切斯特菲爾德鎮區的面積為183.41平方千米，當中陸地面積為177.90平方千米，而水域面積為5.51平方千米。根據2020年美國人口普查的數據，當地共有人口40572人，而人口密度為每平方千米221.21人。